# ᅂ
ᅂ(표준어: 이응디귿)은 한글의 자음 ㅇ과 ㄷ을 겹쳐 놓은 것이다. 종성에서 영어 발음의 유성 치 마찰음을 표기하는 데 쓰였다. 하지만 ᅂ은 현대 한국어 표기에는 쓰이지 않는다.